# La Sexta 3
La Sexta 3 (estilizado como laSexta3) fue un canal de televisión perteneciente en un principio a Gestora de Inversiones Audiovisuales La Sexta y posteriormente a Atresmedia que comenzó sus emisiones regulares el 1 de noviembre de 2010 y las cesó el 5 de mayo de 2014 en la TDT. No obstante, el canal estuvo disponible entre el 17 de junio del mismo año y el 27 de julio de 2015 a través de Nubeox Premium, la plataforma de televisión online de Nubeox, el antiguo videoclub de Atresmedia. Su oferta estaba basada en cine, tanto de producción española como internacional.

## Historia
El día 8 de octubre de 2010, durante sus emisiones en pruebas, La Sexta 3 emitió la señal del canal Ehs.TV, dedicado a la teletienda. Esta señal desapareció del canal el día 1 de noviembre de 2010 con el inicio de las emisiones regulares de La Sexta 3, cuya programación se basaba en series de ficción y películas. El día 28 de febrero de 2011 La Sexta 3 fue remodelada y, con el sobrenombre Todo Cine, cambió su programación de ficción por cine convirtiéndose en el primer canal dedicado al cine en abierto en España.
A partir del 4 de julio de 2011 se convierte en un canal de cine  y sin telenovelas, ya que pasan a emitirse en La Sexta 2, pasando a un canal Todo Novela (hecho que duró poco tiempo). El 16 de agosto de 2011 el canal se incorporó al dial 49 del operador de pago Movistar TV. El 7 de octubre de 2012 el canal abandonó las emisiones del múltiplex 67 (842.00 MHz) de la TDT, pasando a emitir únicamente a través del Mux denominado MPE1 junto a sus canales hermanos La Sexta HD y Xplora.
Este canal cesó sus emisiones el 6 de mayo de 2014 junto a Nitro y Xplora, como consecuencia de una sentencia del Tribunal Supremo de Justicia que anuló las concesiones de emisión TDT para nueve canales, por haber sido otorgadas sin el preceptivo concurso público que rige la Ley General de Comunicación Audiovisual. Sin embargo, el canal estuvo disponible entre el 17 de junio de 2014 y el 27 de julio de 2015 a través de Nubeox Premium, la plataforma de televisión online de Nubeox, el antiguo videoclub de Atresmedia.

## Programación
En sus inicios, La Sexta 3 emitía una programación variada de ficción que abarcaba telenovelas (por la mañana), series (a lo largo del día), y películas (generalmente por la noche); pero desde el lunes 28 de febrero de 2011, La Sexta 3 se convirtió en La Sexta 3 Todo Cine (el primer canal de cine en abierto) siendo una cadena dedicada exclusivamente al séptimo arte, emitiendo 5 películas antiguas y modernas al día desde las 15:30 de la tarde, pero manteniendo la emisión de telenovelas por la mañana. Entre película y película emitían un programa llamado Todo Cine en el que hacían un breve resumen del cine actual. Entre la oferta de cine, destacaban películas como Cantando bajo la lluvia, Seven, La isla del tesoro y ¿Quién engañó a Roger Rabbit? entre otros. Desde el día 4 de julio de 2011, el canal pasó a emitir 7 películas al día, es decir, un total de 50 películas aproximadamente a la semana. Sin embargo, La Sexta 3 comenzó a emitir 9 películas diarias desde abril de 2014, para gastar así sus pases antes del cierre de la cadena por orden del Tribunal Supremo. La última película emitida por La Sexta 3 fue Cinema Paradiso, una de las mayores películas de la historia del séptimo arte.

## Audiencias
|      | enero | febrero | marzo | abril | mayo | junio | julio | agosto | septiembre | octubre | noviembre | diciembre | Media anual |
| ---- | ----- | ------- | ----- | ----- | ---- | ----- | ----- | ------ | ---------- | ------- | --------- | --------- | ----------- |
| 2010 | -     | -       | -     | -     | -    | -     | -     | -      | -          | -       | 0,4%**    | 0,5%      | 0,45%       |
| 2011 | 0,5%  | 0,6%    | 1,1%  | 1,4%  | 1,4% | 1,5%  | 1,5%  | 1,8%   | 1,7%       | 1,7%    | 1,5%      | 1,5%      | 1,4%        |
| 2012 | 1,5%  | 1,5%    | 1,2%  | 1,5%  | 1,5% | 1,4%  | 1,8%  | 1,9%*  | 1,8%       | 1,3%    | 1,4%      | 1,5%      | 1,5%        |
| 2013 | 1,4%  | 1,4%    | 1,6%  | 1,6%  | 1,5% | 1,6%  | 1,6%  | 1,9%   | 1,6%       | 1,6%    | 1,6%      | 1,6%      | 1,6%        |
| 2014 | 1,7%  | 1,6%    | 1,6%  | 1,6%  | 0,3% | -     | -     | -      | -          | -       | -         | -         | 0,6%        |

* Máximo histórico. | ** Mínimo histórico.
1. ↑  El 16 de septiembre de 2012, la Sexta 3 consiguió un gran 3,2% de share en total día, gracias a la emisión del filme Robocop y Robocop 2.